# Virgen Caminante
Virgen Caminante (Walking Madonna) es el título de tres estatuas de bronce de la artista Elizabeth Frink. 
De la escultura de Frink, las vírgenes caminantes son las únicas figuras femeninas que se conocen.
Existen tres esculturas casi iguales, una de las cuales, de 1981, se encuentra emplazada en los jardines de la Catedral de Salisbury por la fachada norte, caminando en contra de la catedral. Esta dirección de su caminar ha sido interpretada como una actitud segura de una mujer que ha vivido momentos tristes y que ahora, confortada con la promesa de la resurrección, decide salir al mundo, donde se la necesita. Otra virgen caminante se halla en los terrenos de la mansión Chatsworth (Chatsworth House), en Derbyshire del Norte (North Derbyshire). 

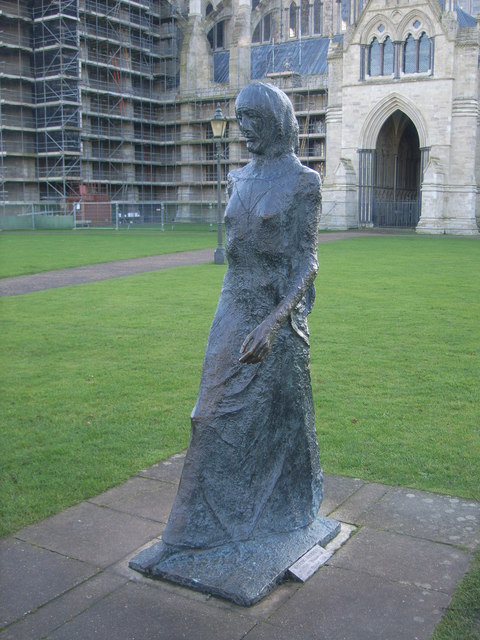
Estatua de la Catedral de Salisbury.
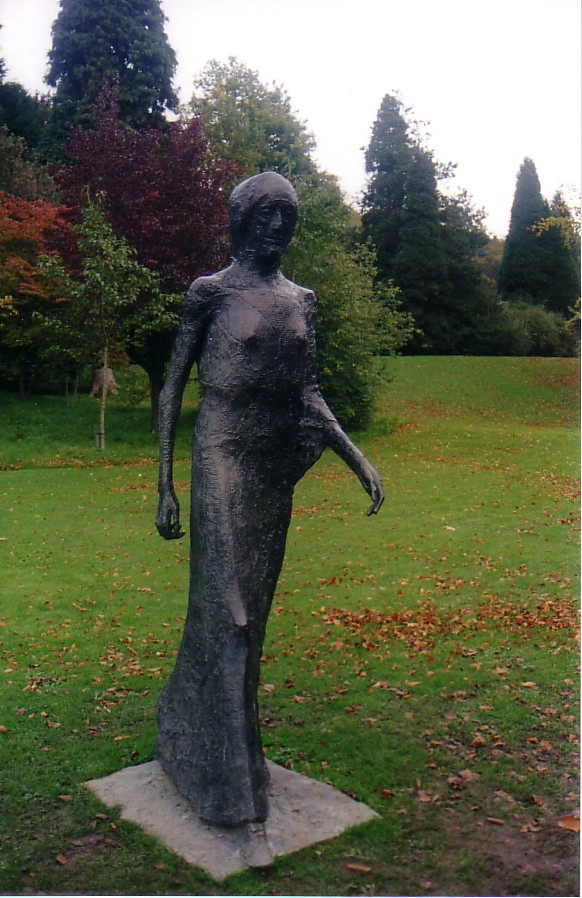
Virgen Caminante de Chatsworth House.